# Kangerlussuaq
Kangerlussuaq [kaˌŋɜˈɬːusːuɑq] (nach alter Rechtschreibung Kangerdlugssuaĸ; dänisch Søndre Strømfjord) ist eine grönländische Siedlung im Distrikt Sisimiut in der Qeqqata Kommunia.

## Lage

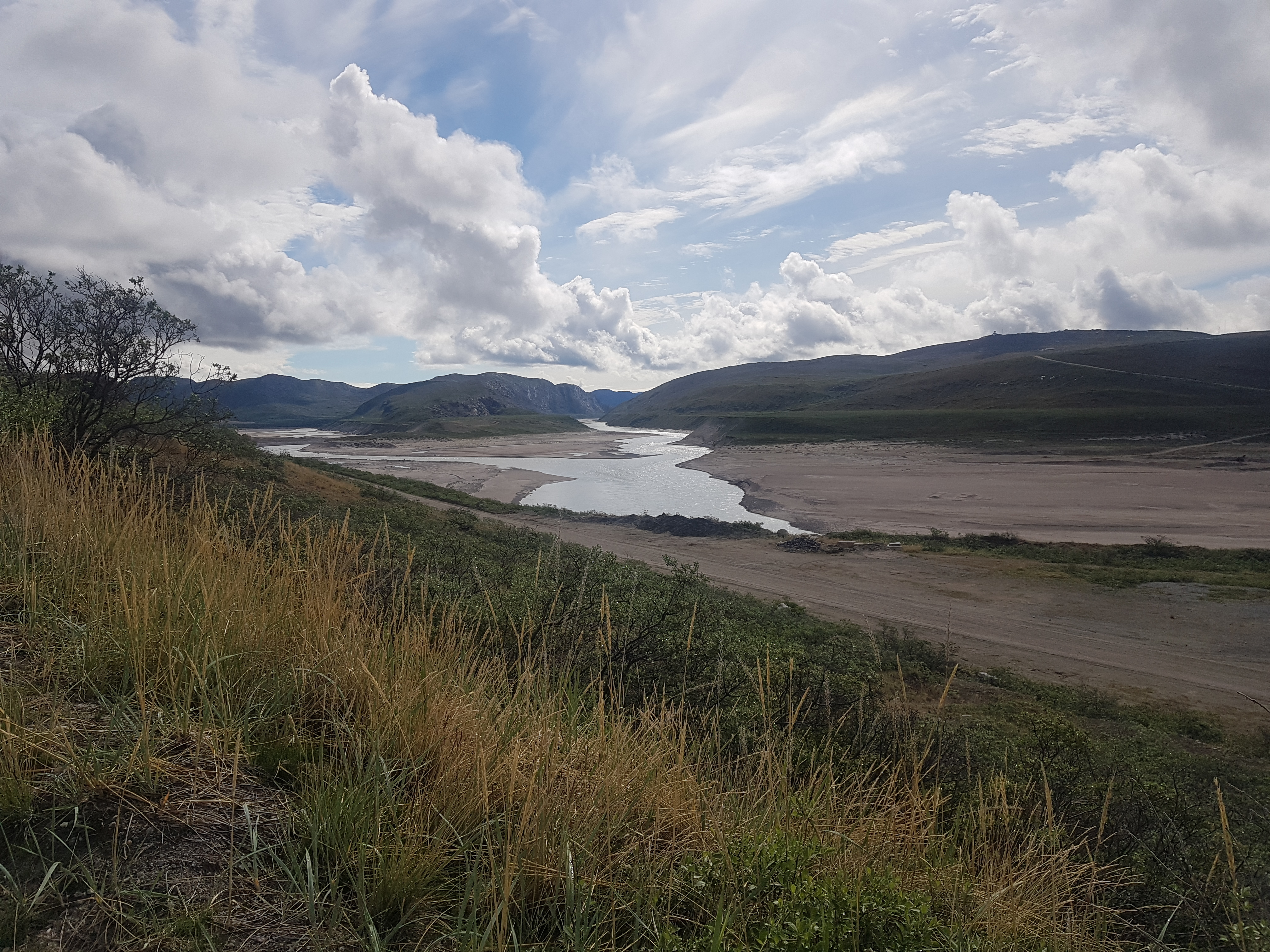
Der Zusammenfluss des Akuliarusiarsuup Kuua und des Qinnguata Kuussua direkt hinter Kangerlussuaq (2022)

Kangerlussuaq liegt am Ende des etwa 163 km langen gleichnamigen Fjords. Direkt neben dem Ort verbinden sich die beiden aus Richtung des nur 25 km entfernten Inlandeises kommenden Flüsse Akuliarusiarsuup Kuua im Ørkendalen und Qinnguata Kuussua im Sandflugtdalen und fließen in den Fjord. Direkt südlich von Kangerlussuaq liegt der See Tasersuatsiaq (Lake Ferguson), der südlich von der bergigen Region Ammalortup Nunaa umschlossen wird. Nördlich von Kangerlussuaq liegen die drei Bergregionen Tarajornitsut, Isunngua und Qarliissuit, während die beiden Flüsse die Region Akuliarusiarsuk umgeben.
Kangerlussuaq liegt ca. 50 km nördlich des Polarkreises und etwa 130 km vom offenen Meer entfernt und ist damit der mit Abstand am weitesten im Inland gelegene Ort Grönlands.

## Geschichte
Kangerlussuaq entstand durch die Errichtung der US-amerikanischen Militärbasis Bluie West Eight, die ab dem 7. Oktober 1941 in Betrieb war. 1954 begann der kommerzielle Luftbetrieb auf der Militärbasis durch SAS Scandinavian Airlines, die mit Zwischenhalt in Kangerlussuaq die erste Flugverbindung zwischen Europa und der nordamerikanischen Westküste anboten. 1967 wurde eine Flugverbindung nach Kopenhagen eingerichtet. Am 30. September 1992 wurde die Militärbasis schließlich an die grönländische Regierung übergeben.
Seit 1971 werden von Kangerlussuaq auch Höhenforschungsraketen der Typen Nike Apache, Petrel, Nike Tomahawk, Black Brant, Terrier Malemute, Taurus Orion und Taurus Nike Tomahawk zur Untersuchung der Hochatmosphäre von Kangerlussuaq bei 67° 1′ 23″ N, 50° 35′ 49″ W mit Gipfelhöhen von bis zu 816 Kilometern gestartet.
Wie Pituffik heute noch, war Kangerlussuaq gemeindefreies Gebiet, bevor der Ort am 1. Januar 2002 in die Gemeinde Sisimiut eingemeindet wurde.
Im Jahr 2012 erwärmte sich die Luft im Gebiet so stark, dass die großen Schmelzwassermengen die Brücke über den Fluss in Kangerlussuaq wegrissen.
Mit den Plänen, internationale Flughäfen in Ilulissat und Nuuk zu errichten, geht die Überlegung einher, dass die bisherigen grönländischen internationalen Flughäfen in Kangerlussuaq und Narsarsuaq geschlossen werden sollen, was aufgrund des Verlusts der wirtschaftlichen Grundlage der beiden Dörfer große negative Konsequenzen hätte, da ein Großteil der Bevölkerung vermutlich abwandern würde.

## Wirtschaft

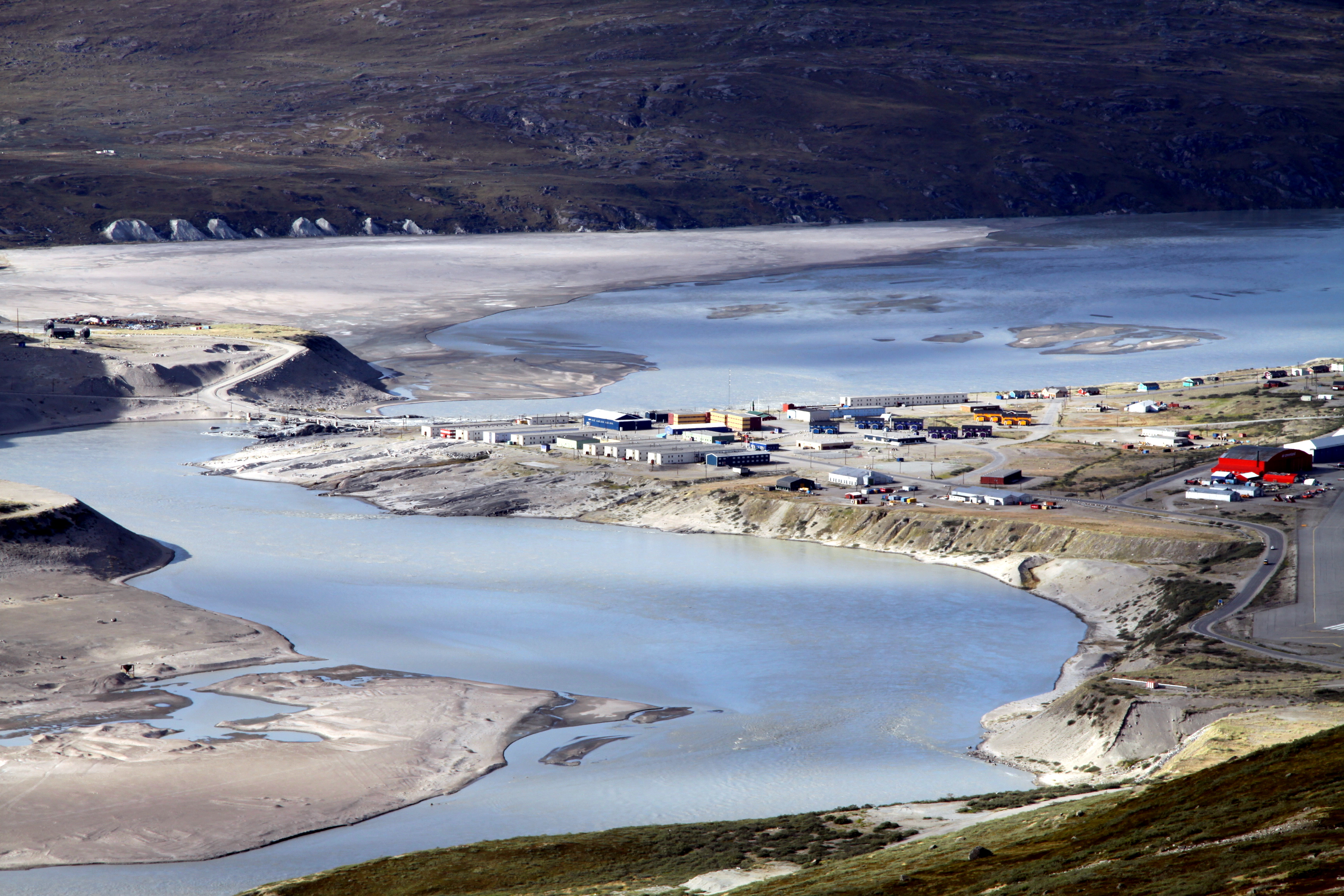
Blick über Kangerlussuaq (2010)

Die Ökonomie von Kangerlussuaq konzentriert sich fast vollständig auf den Flughafen. Neben Einkünften aus dem Tourismus existiert in Kangerlussuaq lediglich noch eine nur zeitweise in Betrieb befindliche Moschusochsenschlachterei.
Der Tourismus bietet in Kangerlussuaq eine Vielzahl an Möglichkeiten: Man kann in den umliegenden Bergen wandern, mit dem Kajak durch den Fjord fahren, Polarlichter beobachten oder zum nahen Inlandeis fahren. Zudem ist Kangerlussuaq Ausgangs- oder Endpunkt des Arctic Circle Trails, der nach Sisimiut führt. Außerdem befindet sich hier mit dem Kangerlussuaq-Museum das zweitgrößte Museum Grönlands, das vor allem die Luftfahrtgeschichte Grönlands thematisiert. Der von den US-Amerikanern errichtete Golfplatz wird mitunter als nördlichster der Welt bezeichnet, wenngleich er eher wie ein Bunker aussieht.
Im August 2021 fand an der Grenze zum Inlandeis bei Kangerlussuaq ein Rennen der Extreme E statt. Die Motorserie zeigte die negativen Folgen des Klimawandels auf und machte auf das Schmelzen der Polkappen in Grönland aufmerksam.

## Infrastruktur und Versorgung

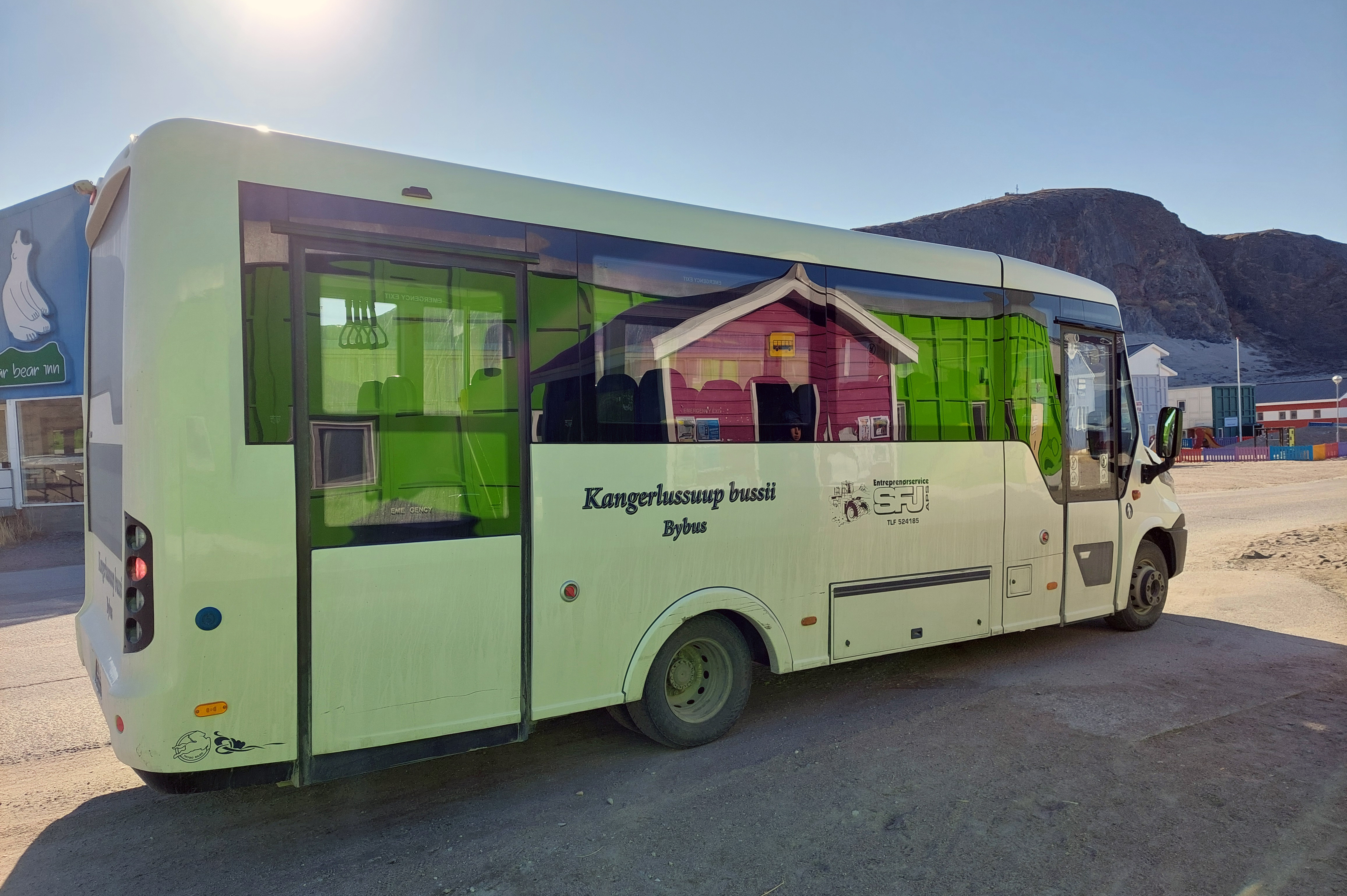
Kangerlussuaq Stadtbus

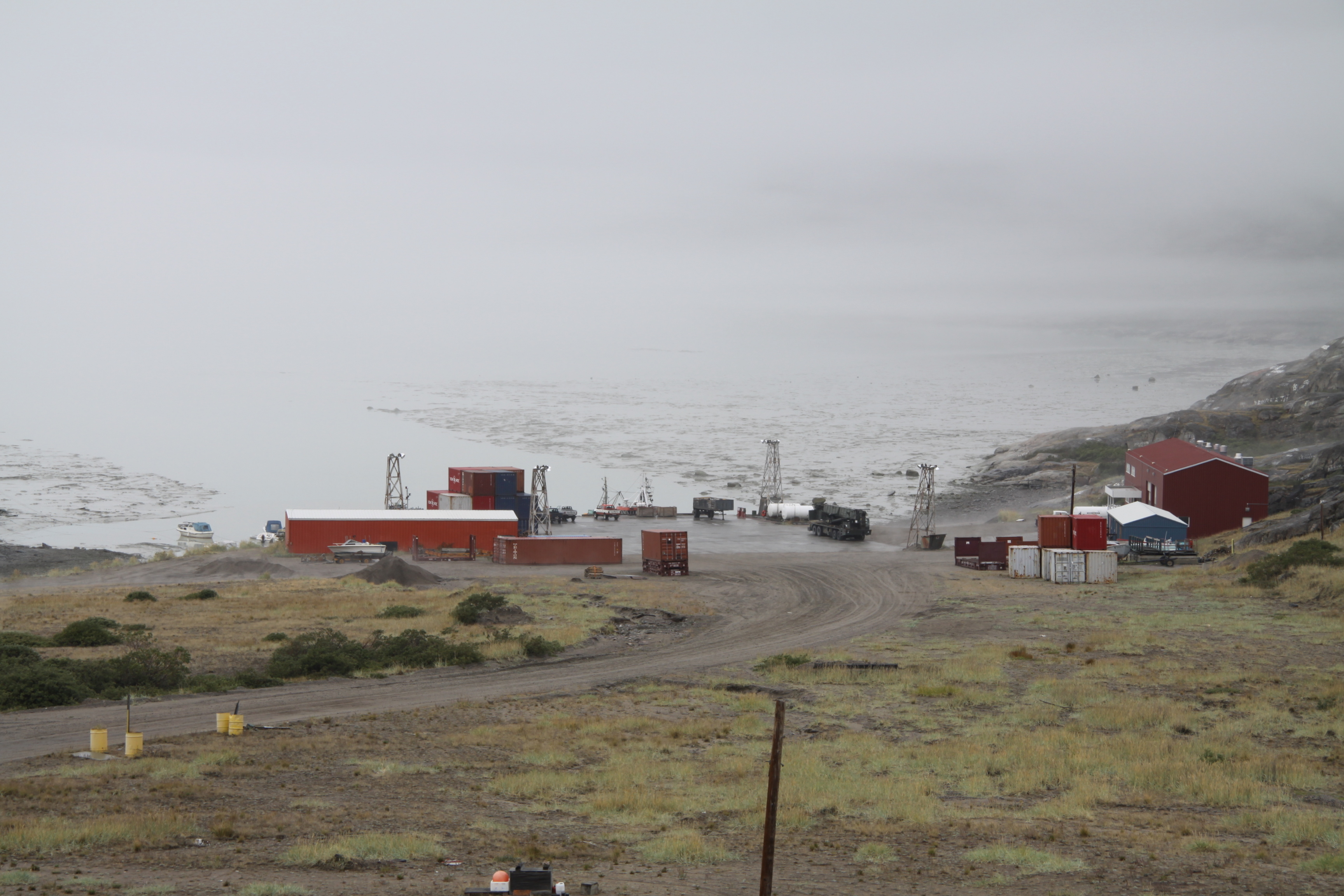
Der Hafen von Kangerlussuaq (2010)

Kangerlussuaq zeichnet sich durch ein ausgeprägtes Straßensystem aus, das auch aus dem Ort herausführt, was höchst untypisch für Grönland ist. Alle Straßen entsprechen dem amerikanischen Standard. In Kangerlussuaq existiert eine barrierefreie Busverbindung.
Eine 35 km lange Schotterpiste führt von Kangerlussuaq aus bis an das Inlandeis. Sie wurde von Volkswagen angelegt, das zum Schutz vor Wirtschaftsspionage von 1999 bis 2004 ein auf dem Inlandeis errichtetes Testgelände betrieb. Da Kangerlussuaq nicht direkt am Wasser liegt, führt eine weitere Straße an den etwa zehn Kilometer südwestlich liegenden Hafen, der Camp Lloyd oder Kellyville genannt wird. Nachdem schon früher erwogen wurde, eine Straße zwischen Kangerlussuaq und Sisimiut zu errichten, wurde im Juli 2020 der Bau der Straße begonnen. Sie wäre die erste, die zwei bewohnte Orte in Grönland miteinander verbindet.
Der Hafen liegt in einem Bereich, wo das Wasser nicht sonderlich tief ist. Obwohl Kangerlussuaq ein wichtiger Hafen für Kreuzfahrtschiffe ist, kann folglich nicht direkt dort angelegt werden. Es existieren zwei potentielle Standorte für einen neuen Hafen, die fünf bzw. zehn Kilometer südwestlich des bisherigen Hafens liegen und auch für größere Schiffe zugänglich sein sollen.
Der Flughafen Kangerlussuaq war bis November 2024 der wichtigste Flughafen Grönlands. Über ihn wurde fast der gesamte Luftverkehr nach Europa abgewickelt, wobei die wichtigste Flugverbindung die zum Flughafen Kopenhagen war. Von Kangerlussuaq aus werden auch die Flüge zu den Regionalflughäfen Grönlands durchgeführt. Nachdem der Flughafen Nuuk zu einem internationalen Flughafen ausgebaut wurde, sollen ab dem 28. November 2024 nur noch saisonal Flüge von Kangerlussuaq nach Kopenhagen angeboten werden. Der Flughafen Kangerlussuaq bleibt ein Regionalflughafen, wobei auch hier geplant wird, einzelne Verbindungen einzustellen.
Ein Luftfrachtzentrum soll errichtet werden, um Kangerlussuaq auch für den Frachtverkehr verstärkt zu nutzen.

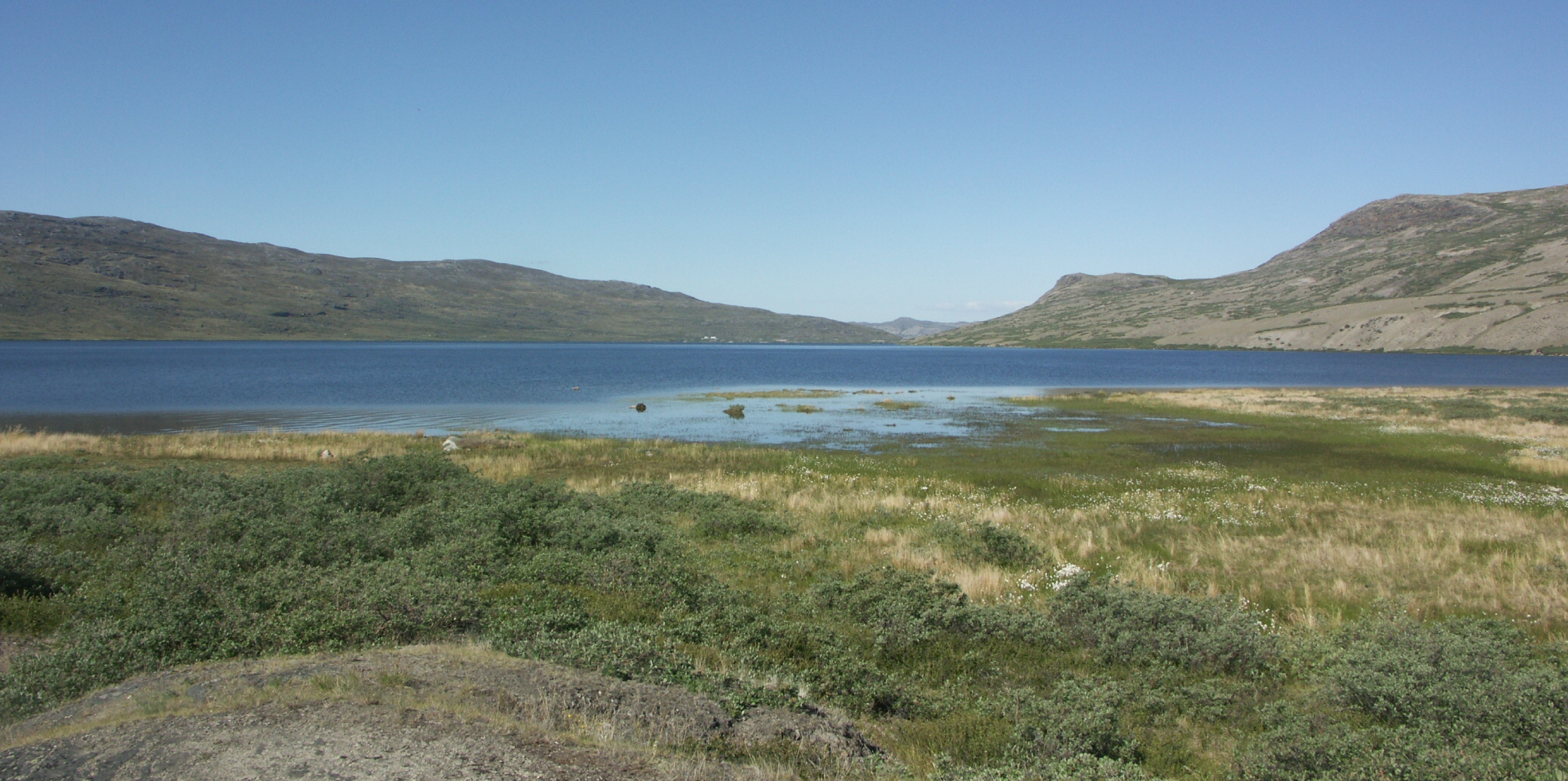
Der Tasersuatsiaq bei Kangerlussuaq (2008)

Die Wasserversorgung in Kangerlussuaq erfolgt über den Tasersuatsiaq. Strom wird über ein Dieselkraftwerk gewonnen. Obwohl die Möglichkeit zur Errichtung eines Wasserkraftwerks existiert, wird dies momentan nicht erwogen. Der Großteil der Gebäude in Kangerlussuaq ist an das Abwassernetz angeschlossen. Müll wird im Ort verbrannt.

## Bebauung

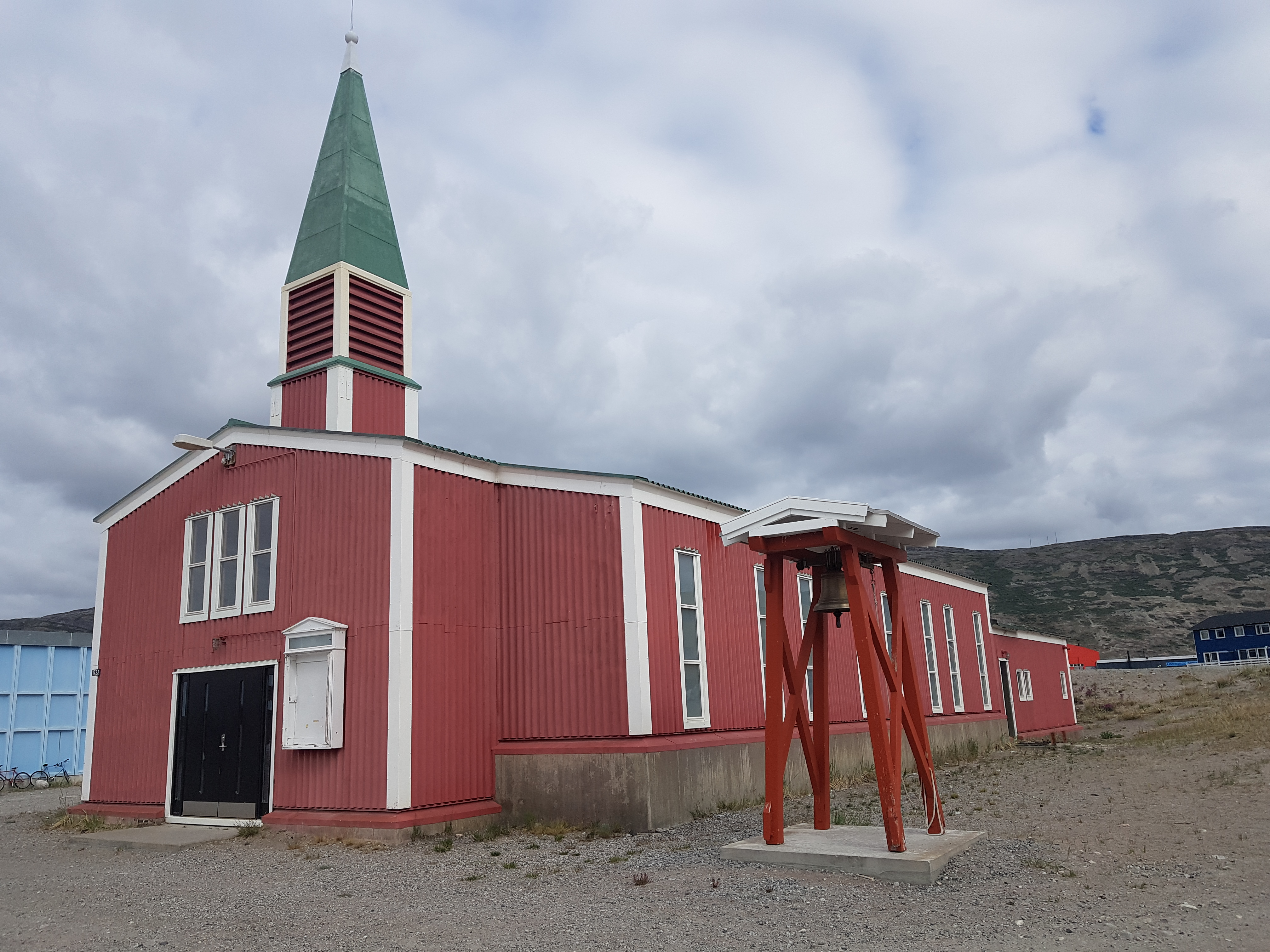
Die Kirche von Kangerlussuaq (2022)

Kangerlussuaq hat einen Kindergarten und eine Volksschule. 2011 wurde eine Sommerschule eröffnet. Aufgrund des geringen Anteils an Senioren existiert zurzeit kein Altenheim im Ort.

## Flora und Fauna
Die Umgebung um Kangerlussuaq ist kaum bewachsen, lediglich in den nahen Tälern findet man Weidengestrüpp. Die Fauna ist dafür sehr reichhaltig. Es kommen Moschusochsen, Rentiere, Polarfüchse und Polarhasen vor. Ebenso ausgeprägt ist die Vogelwelt: Hier leben Schneeammern, Polar-Birkenzeisige, Raben und Falken.

## Klima
|                        | Jan   | Feb   | Mär   | Apr   | Mai  | Jun  | Jul  | Aug  | Sep  | Okt  | Nov   | Dez   |   |       |
| Mittl. Temperatur (°C) | −19,8 | −21,4 | −18,1 | −7,8  | 2,5  | 8,6  | 10,7 | 8,2  | 3,0  | −5,5 | −12,1 | −16,4 | ⌀ | −5,6  |
| Mittl. Tagesmax. (°C)  | −14,5 | −16,4 | −12,4 | −2,2  | 7,6  | 13,9 | 16,3 | 13,4 | 7,5  | −1,8 | −7,6  | −11,0 | ⌀ | −0,5  |
| Mittl. Tagesmin. (°C)  | −24,4 | −26,7 | −24,0 | −13,3 | −2,5 | 3,3  | 4,8  | 3,0  | −1,4 | −9,8 | −16,4 | −20,8 | ⌀ | −10,6 |
|                        |       |       |       |       |      |      |      |      |      |      |       |       |   |       |
| Niederschlag (mm)      | 5     | 4     | 5     | 6     | 8    | 15   | 24   | 33   | 18   | 14   | 11    | 7     | Σ | 150   |
|                        |       |       |       |       |      |      |      |      |      |      |       |       |   |       |
| Sonnenstunden (h/d)    | 0,1   | 2,5   | 5,4   | 7,1   | 7,4  | 8,2  | 8,1  | 6,0  | 4,8  | 2,6  | 0,6   | 0,0   | ⌀ | 4,4   |
|                        |       |       |       |       |      |      |      |      |      |      |       |       |   |       |
| Regentage (d)          | 1     | 1     | 1     | 2     | 2    | 4    | 6    | 5    | 4    | 4    | 4     | 2     | Σ | 36    |

| −24,4 |

| −26,7 |

| −24,0 |

| −13,3 |

| −2,5 |

| 3,3 |

| 4,8 |

| 3,0 |

| −1,4 |

| −9,8 |

| −16,4 |

| −20,8 |

| −24,4 |

| −26,7 |

| −24,0 |

| −13,3 |

| −2,5 |

| 3,3 |

| 4,8 |

| 3,0 |

| −1,4 |

| −9,8 |

| −16,4 |

| −20,8 |

Das Klima in Kangerlussuaq ist sehr trocken und deutlich kontinentaler als im etwa auf gleicher Höhe liegenden Sisimiut, was sich in kälteren Temperaturen im Winter und wärmeren im Sommer zeigt.

## Bevölkerungsentwicklung
Die Bevölkerungszahl von Kangerlussuaq war in den letzten 40 Jahren starken Veränderungen ausgesetzt. Von den 729 Einwohnern im Jahr 1978 waren 1992 nur noch 404 übrig, was einem Rückgang von 45 % entspricht. Mit der Verstaatlichung des Flughafens und dem damit einhergehenden Abzug der US-Amerikaner im Jahr 1992 ging die Bevölkerungszahl im nächsten Jahr schlagartig um weitere 28 % zurück. Seitdem ist die Einwohnerzahl wieder gestiegen und bewegt sich heute bei etwa 500 Personen, womit Kangerlussuaq vor Kullorsuaq das größte Dorf Grönlands ist.